# أندوني زوبيزاريتا
أندوني زوبيزاريتا أوريتا (بالإسبانية: Andoni Zubizarreta)‏، من مواليد 23 أكتوبر 1961 في فيتوريا- غاستايز، وهو لاعب كرة قدم إسباني، وكان يلعب كحارس مرمى.
بدأ زوبيزاريتا مسيرته الكروية في عام 1979 مع نادي ديبورتيفو ألافيس، وفي عام 1980 انتقل إلى نادي أتلتيك بيلباو، وحقق معهم لقب الدوري الإسباني مرتين في عامي 1983 و1984، وفي عام 1986 انتقل إلى نادي برشلونة، حيث فاز معهم بلقب الدوري الإسباني أربع مرات في أعوام 1991 و1992 و1993 و1994 ولقب دوري أبطال أوروبا في عام 1992، وفي عام 1994 انتقل إلى نادي فالنسيا الإسباني، وعتزل كرة القدم في عام 1998، ويعد زوبيزاريتا أكثر اللاعبين الإسبان مشاركة في الدوري الإسباني، حيث لعب 622 مباراة في الدوري الإسباني.
و قد لعب زوبيزاريتا مع منتخب إسبانيا لكرة القدم 126 مباراة دولية، وقد شارك في مباراته الدولية الأولى في 23 يناير 1985 أمام منتخب فنلندا لكرة القدم، وقد شارك في أربع كؤوس عالم (1986 و 1990 و 1994 و 1998) ولعب كأس الأمم الأوروبية مرتين (1988 و 1996). وهو يشغل حاليا إداري أو المدير الرياضي في نادي اولمبيك مارسيليا الفرنسي.

## وصلات خارجية
- أندوني زوبيزاريتا على موقع الاتحاد الدولي (مؤرشف)  (الإنجليزية)
- أندوني زوبيزاريتا على موقع الاتحاد الأوربي (الإنجليزية)
- أندوني زوبيزاريتا على موقع قاعدة بيانات كرة القدم.إي يو (الإنجليزية)
- أندوني زوبيزاريتا على موقع ناشيونال فوتبول تيمز (الإنجليزية)
- أندوني زوبيزاريتا على موقع Soccerway.com (الإنجليزية)
- أندوني زوبيزاريتا على موقع عالم كرة القدم.نت (الإنجليزية)